# North Haven, New York
North Haven är en ort i Suffolk County i delstaten New York, USA.